# Elena (ort i Argentina)
Elena är en ort i Argentina.   Den ligger i provinsen Córdoba, i den centrala delen av landet, 600 km väster om huvudstaden Buenos Aires. Elena ligger 635 meter över havet och antalet invånare är 2 815.
Terrängen runt Elena är platt. Runt Elena är det glesbefolkat, med 13 invånare per kvadratkilometer.. Närmaste större samhälle är Berrotarán, 13,4 km norr om Elena.
Trakten runt Elena består till största delen av jordbruksmark.